# Diamentowa kolekcja Disco Polo – Akcent
Diamentowa kolekcja Disco Polo - Akcent – kompilacja zespołu Akcent, wydana 9 grudnia 2014 roku przez firmę Magic Records. Zawiera 18 utworów, przy czym niektóre z nich ukazały się po raz pierwszy na oficjalnym wydawnictwie grupy.
23 marca 2016 roku album uzyskał status złotej płyty.

## Lista utworów
1. „Tabu tibu”
2. „Chłopak z gitarą”
3. „Życie to są chwile”
4. „Wspomnienie”
5. „To właśnie ja”
6. „Pszczółka Maja”
7. „Czemu jesteś taka dziewczyno?”
8. „Mała figlarka”
9. „Królowa nocy”
10. „Pragnienie miłości”
11. „Gwiazda”
12. „Stary cygan”
13. „Żegnaj mała”
14. „Wyspa szczęśliwych snów”
15. „Peron łez”
16. „Dziewczyna z klubu disco”
17. „Psotny wiatr”
18. „W sercu mi graj” (oraz Exaited)